# 女神転生 悪魔召喚録
女神転生 悪魔召喚録（めがみてんせい あくましょうかんろく）は、コンピュータゲーム『女神転生』シリーズを題材にした彩色済みフィギュア。同シリーズに登場するキャラクター「悪魔」が立体化されている。
発売元はコトブキヤ。第1集から第6集までは「1コインフィギュア」というシリーズで価格は1つ500円（税別）。第6集は600円（税別）。
パッケージの中にはフィギュアが1体入っているが、何が入っているかは購入してみるまで分からない。2005年4月に第一集が発売され、それから定期的にリリースされている。サイズは約10cm前後。イラストレーター金子一馬による原画の雰囲気が忠実に再現されている。原型製作者は白髭創、小林真、岩倉圭二、マザーF、たつまき、清原秀昌、平井康宏、中邨拓智。

## ラインナップ

### 第一集
2005年4月発売
- ロキ
北欧神話に登場する悪神ロキがモデル。「デビルサマナー ソウルハッカーズ」、「真・女神転生NINE」に登場したデザインとなっている。
- ネコマタ
日本の妖怪猫又がモデル。「真・女神転生II」、「真・女神転生if...」、「真・女神転生デビルサマナー」に登場したデザインとなっている。
- ルシファー
大魔王ルシファー。「真・女神転生II」、「if...」、「マニアクス」、「フェス」に登場した魔王バージョン。
- ジャックランタン＆ジャックフロスト
イングランドの妖精コンビ。デザインは真・女神転生シリーズでおなじみのものだが、ポーズはオリジナルとなっている。ジャック・リパーのものと思われるカミソリも付属したヴィネット風。
- パズス
シュメールの神話に登場する嵐と暴風の神パズス。デザインは「真・女神転生II」、「真・女神転生if...」、「真・女神転生III」、「DIGITAL DEVIL SAGA アバタール・チューナー」に登場したもの。
- メアリ
「デビルサマナー ソウルハッカーズ」に登場したヴィクトルのメイド。
- マサカド（シークレット）
平将門。デザインは「真・女神転生II」に登場した鎧姿バージョン。

### 第二集
2005年9月発売
- ヴァルナ（DIGITAL DEVIL SAGA アバタール・チューナー版）
- ミカエル
- ベルゼブブ（上半身）
- ガネーシャ
- クー・フーリン
- リリム
- ザントマン＋ベルゼブブ下半身（シークレット）

### 第三集
2005年12月発売
- グール＆ガキ
- アリス
- ウリエル
- メタトロン
- ナーガ・ラジャ
- ヴィーヴル
- マタドール（シークレット）

### 第四集
2006年6月発売
- ラファエル
- ラミア
- キングフロスト
- ハヌマーン
- ケルベロス
- パールヴァティ
- ヨシツネ（シークレット）

### 第五集
2007年1月発売
- ベルフェゴール
- ガブリエル
- ハトホル
- ポルターガイスト
- シヴァ
- スサノオ
- マーラ（シークレット）
- 御神体（金色にリペイントされたマーラ、通信販売で特典付きBOXに付属）

### 第六集
2007年6月発売
- ピクシー
- トール
- ラクシュミ
- アスタロート
- オーディン
- バロン
- グレートパスカル（シークレット）

### 悪魔再召喚録-第一集・第二集編-
2007年6月発売
- ルシファー
- マサカド
- ガネーシャ
- リリム
- クー・フーリン
- ネコマタ
- メアリ
- ジャックフロスト＆ジャックランタン

（注）第一集・第二集は再発売販された経緯があるので、厳密には二度目の再発売という形になる。